# Chelsey Heijnen
Chelsey Heijnen (Roosendaal, 2 mei 1999) is een Nederlandse boksster die uitkomt in de gewichtsklasse tot 63 kilo (lichtweltergewicht).  

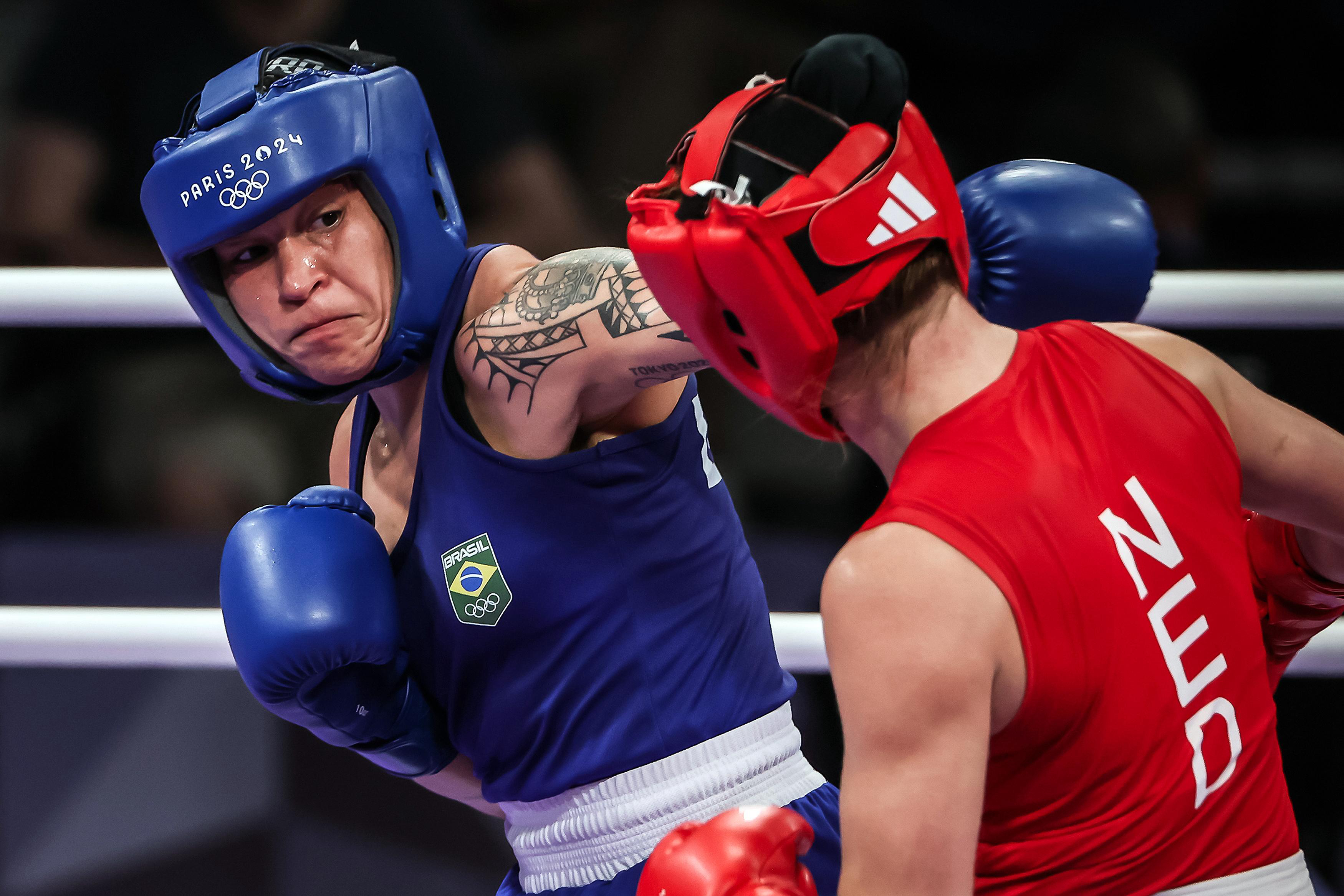
Chelsey Heijnen tegenover Beatriz Ferreira in de kwartfinale van de Olympische Zomerspelen 2024 in Parijs.

## Begin sportcarrière
In haar jeugd speelde Heijnen rugby en kwam uit voor de Nationale jeugdselectie van het sevens rugby, tussen haar twaalfde en zestiende. Haar rugbycoach adviseerde haar te gaan boksen om haar voetenwerk te verbeteren en vanaf 2015 richtte ze zich op het boksen.
In 2017 werd ze Europees kampioene onder 18 jaar, en in 2017 en 2018 Nederlands kampioene. In aanloop naar de Olympische Zomerspelen 2020 deed Heijnen een poging om zich te plaatsen voor de Olympische Spelen. Het lukte niet om zich te plaatsen op het Europese kwalificatietoernooi. Heijnen gaf als reactie: "2024 is van mij". In 2022 wist ze tijdens haar eerste WK direct een bronzen medaille te halen en daarmee kreeg ze de A-status als topsporter bij NOC*NSF richting de Olympische Zomerspelen 2024 in Parijs. Het eerste kwalificatiemoment was tijdens de Europese Spelen 2023 in Krakau. Maar daar werd Heijnen al in de ronde 16 uitgeschakeld, waardoor de olympische kwalificatie nog op zich liet wachten. In maart 2024 haalde ze de finale van het olympische kwalificatietoernooi in Busto Arsizio en daarmee plaatste ze zich voor de Olympische Spelen 2024 in de gewichtsklasse tot 60 kg (lichtgewicht).
Tijdens de Olympische Spelen 2024 bokste Heijnen twee wedstrijden. De eerste wedstrijd werd met 4-1 gewonnen van de Noord-Koreaanse Won Ung-yong. Met deze overwinning plaatste Heijnen zich voor de kwarfinales, was de A-status voor het komende jaar binnen en had Heijnen al een olympisch diploma binnen. In de kwartfinale stond Heijnen tegenover de Braziliaanse Beatriz Ferreira, die op de Olympische Zomerspelen 2020 nog het zilver wist te winnen in dezelfde klasse. Heijnen verloor met 0-5 en dat betekende einde toernooi. Wist Heijnen deze wedstrijd te winnen, dan werd Heijnen minimaal winnaar van olympisch brons.
Heijnen studeerde aan het Johan Cruyff College, waar ze in mei 2019 een plekje op de "Wall of Fame" verdiende en in juli 2019 haar diploma ontving. Daarna startte ze met een deeltijdstudie aan de Academie voor Lichamelijke Opvoeding.

## Palmares
Wereldkampioenschap 2022 - halfweltergewicht -63 kg